# Colobothea pura
Colobothea pura är en skalbaggsart som beskrevs av Bates 1865. Colobothea pura ingår i släktet Colobothea och familjen långhorningar. Inga underarter finns listade i Catalogue of Life.